# Tipula rhynchos
Tipula rhynchos är en tvåvingeart som beskrevs av Günther Theischinger 1977. Tipula rhynchos ingår i släktet Tipula och familjen storharkrankar. Inga underarter finns listade i Catalogue of Life.